# Dombiratos
Dombiratos község Békés vármegye Mezőkovácsházai járásában.

## Fekvése
Orosháza és Arad között légvonalban majdnem pontosan félúton fekszik, Békés vármegye délkeleti részén. Szomszédjai észak felől Nagykamarás, kelet felől Kevermes, dél felől Kisdombegyház és Magyardombegyház, nyugat felől pedig Kunágota.

### Megközelítése
Lakott területén kelet-nyugati irányban végighúzódik a Kunágotát Lőkösháza térségével összekötő 4438-as út, csak ezen érhető el Kevermes és Kunágota felől is. Központján, a főutcájaként végighúzódó utca szintén állami közútnak minősül, 44 142-es útszámozással; közigazgatási területét más állami közút, illetve vasútvonal sem érinti.
A Budapest felől érkezők számára talán a legcélszerűbb útvonal, ha az 5-ös főúton haladnak Kiskunfélegyházáig, majd a 451-esen Szentesig, onnan tovább délkeleti irányban a 4406-oson Orosháza térségéig, majd keleti irányban a 4429-esen Medgyesegyházán keresztül Kevermes felé, végül ott jobbra rátérnek a 4438-as útra Kunágota irányába.

## Története
Oklevelekben 1418-ban mint Belsőiratos, 1510-ben már Dombiratos néven szerepel. A török időkben a település elpusztult. 1842-ben vert falú, zsindelytetős templomot építenek. 1876-ig Kevermes, azt követően Kunágota fíliája. Mai temploma 1906-ban épült, 1907-ben áldották meg. A templom patrónája Szent Anna. 1938-tól önálló lelkészség, 1950-től plébánia. A templomot 1965-ben külsőleg, 1973-ban belsőleg renoválják. 1989-től oldallagosan ismét Kunágota látta el.
 Archiválva 2013. január 22-i dátummal a Wayback Machine-ben

## Közélete
Dombiratos státusza község, mely a Nagykamarási Közös Hivatal része. Képviselő-testülete 5 tagból áll a község első emberével együtt.
2010 decemberében a községben megismételt, időközi polgármester-választást kellett tartani, mert az októberi, rendes választás eredményeként szavazategyenlőség alakult ki az első helyen. 2014-től a polgármester Bojczán Nándor Lászlóné lett, aki független jelöltként került a település élére; három jelölttársát legyőzve, a szavazatok kb. 35 százalékával végezve az első helyen. Az ugyanakkor tartott képviselő-választáson 12 jelölt indult, valamennyien függetlenként.
A képviselő-testület önfeloszlatása miatt 2016. március 13-án időközi választásra került sor, melyen négy polgármesterjelölt és 17 képviselőjelölt indult. E választás eredményeként az új polgármester Fehérné Andorka Ildikó lett, akit függetlenként választottak a falu élére.
A képviselő-testület összetétele a 2016-2019 közti töredékciklusban: Hegedűs Pál (FIDESZ), továbbá Laczkó Tamás, Lukács László és Róka Rudolfné független képviselők.
A képviselő-testület összetételének alakulása a 2019. október 13-i önkormányzati választást követően: Laczkó Tamás, Hegedűs Pál, Sirko-Marton Melinda és Róka Rudolfné mind a négyen független képviselők.

### Polgármesterei
- 1990–1994: Róka Rudolfné (független)[3]
- 1994–1998: Róka Rudolfné (független)[4]
- 1998–2002: Róka Rudolfné (független)[5]
- 2002–2006: Róka Rudolfné (független)[6]
- 2006–2010: Róka Rudolfné (független)[7]
- 2010–2014: Bojczán Endre Péter (Fidesz)[8][9]
- 2014–2016: Bojczán Nándor Lászlóné (független)[10]
- 2016–2019: Fehérné Andorka Ildikó (független)[11]
- 2019–2024: Fehérné Andorka Ildikó (független)[12]
- 2024– : Fehérné Andorka Ildikó (független)[1]

A településen a 2010. október 3-án megtartott önkormányzati választás után, a polgármester-választás tekintetében nem lehetett eredményt hirdetni, szavazategyenlőség miatt. Aznap az 518 szavazásra jogosult lakos közül 414 fő járult az urnákhoz, öten érvénytelen szavazatot adtak le, az érvényes szavazatok közül egyaránt 123-123 esett az egyetlen pártjelöltre, a Fideszes Bojczán Endre Péterre és a négy független jelölt egyikére, Boldog István Ferencre (a korábbi polgármester nem indult a választáson). Az emiatt szükségessé vált időközi választást 2010. december 12-én tartották meg: ekkor 421 érvényes szavazat született, illetve már csak négy jelölt állt rajthoz, ebben a helyzetben pedig Bojczán, a második helyezetthez képest szinte minimális, 3 szavazatnyi különbséggel ugyan, de nyerni tudott ellenfeleivel szemben.
2016. március 13-án ismét időközi polgármester-választást (és képviselő-testületi választást) kellett tartani Dombiratoson, ezúttal az előző képviselő-testület önfeloszlatása okán. A választáson a hivatalban lévő polgármester is elindult, ráadásul a nagyobbik kormánypárt jelöltjeként, ennek ellenére a négy aspiráns közül csak a második helyet érte el.

## Népesség
| Lakosok száma | 560  | 566  | 577  | 475  | 456  | 467  | 451  |
|               | 2013 | 2014 | 2015 | 2021 | 2022 | 2023 | 2024 |

2001-ben a település lakosságának 99%-a magyar, 1%-a román nemzetiségűnek vallotta magát.
A 2011-es népszámlálás során a lakosok 95,1%-a magyarnak, 0,7% cigánynak, 2% románnak mondta magát (4,2% nem nyilatkozott; a kettős identitások miatt a végösszeg nagyobb lehet 100%-nál). A vallási megoszlás a következő volt: római katolikus 63,5%, református 2,7%, evangélikus 0,4%, görögkatolikus 0,2%, izraelita 0,5%, felekezeten kívüli 16% (14,3% nem nyilatkozott).
2022-ben a lakosság 89,7%-a vallotta magát magyarnak, 3,1% románnak, 0,7% cigánynak, 0,4% németnek, 0,2% szerbnek, 1,3% egyéb, nem hazai nemzetiségűnek (9,6% nem nyilatkozott; a kettős identitások miatt a végösszeg nagyobb lehet 100%-nál). Vallásuk szerint 46,7% volt római katolikus, 2,9% református, 0,7% ortodox, 0,4% evangélikus, 0,2% görög katolikus, 2,2% egyéb keresztény, 0,2% egyéb katolikus, 10,7% felekezeten kívüli (36% nem válaszolt).

## Nevezetességei
- Katolikus templom (1906-ban épült)

## Híres emberek
Itt született 1924-ben Tóth Béla, aki írói munkája mellett 1973 és 1990 között a szegedi Somogyi könyvtár igazgatói posztját töltötte be. Az 1988-ban megjelent 'Iratos Dombon' c. műve egyben emlékezés, életrajz és színes korkép Dombiratosról, a lakóiról illetve a falu mindennapjairól.